# Bratuchin G-4
Bratuchin G-4 (rusky Г-4, Геликоптер-4, helikoptéra 4) byl sovětský třímístný dělostřelecký pozorovací vrtulník vyvinutý konstrukční kanceláří OKB-3 Bratuchin z předchozího typu Bratuchin G-3 koncem 40. let 20. století.

## Vývoj a konstrukce
Ještě před zahájením produkce dvoumístného dělostřeleckého pozorovacího vrtulníku typu G-3 byl Ivanu Pavloviči Bratuchinovi v únoru 1946 zadán úkol postavit třímístný pozorovací vrtulník G-4, jenž by působil v součinnosti s dělostřelectvem, a civilní transportní B-5. Pro pohon byly zvoleny první sovětské specializované motory Ivčenko Al-26GR pro helikoptéry. Bratuchin nakonec jen modifikoval drak pro vestavbu nových motorů. První ze dvou prototypů vzlétl v roce 1946, pilotoval jej M. K. Bajkalov. Druhý prototyp měl nové rotory s větším průměrem a letových zkoušek se zúčastnil až v dubnu 1947. 28. ledna 1948 se stroj při zkoušce autorotace zřítil z výšky 25 metrů.
Celkem byly vyrobeny 2 prototypy a 4 sériové stroje. G-4 se potýkal s řadou technických problémů, mj. s vysokými vibracemi a tak byl další vývoj zastaven.

## Specifikace (G-4)

### Technické údaje
- Průměr hlavních rotorů: 7,7 m každý [1]
- Délka: ? m
- Šířka: 15,30 m
- Výška: ? m
- Prázdná hmotnost:[pozn. 1] 2 364 kg
- Maximální vzletová hmotnost: 3 002 kg
- Pohon: 2× pístový motor Ivčenko Al-26GR[1], výkon 550 hp
- Posádka: 2 (pilot a pozorovatel)
- Kapacita: 1 pasažér

### Výkony
- Maximální rychlost: 230 km/h [1]
- Dolet: 233 km
- Dynamický dostup: 6 000 m [1]